# Ordinamento giuridico della Repubblica di Siena
L'ordinamento giuridico della Repubblica di Siena è l'insieme delle norme giuridiche che regolano la vita della comunità del Comune di Siena e delle altre comunità locali a lei assoggettate in seguito all'espansione territoriale senese nella Toscana meridionale, avvenuta tra il XII ed XVI secolo.

## Centralità dello statuto come fonte principale di diritto proprio comunale
Grazie all'impulso ottenuto dal nuovo ribilanciamento dei poteri tra l'imperatore ed i Comuni Italiani, in favore di questi ultimi, sancito dalla pace di Costanza del 1183, a partire dal XII secolo si afferma una maggiore autonomia locale in campo legislativo con l'emanazione degli statuti locali. In questa fase iniziale, i testi redatti dall'entità comunali hanno l'aspetto formale del lodo, cioè un accordo arbitrale tra contendenti privati su specifiche questioni e controversie, pronunciato da una autorità pubblica (come il Vescovo) e quindi valido non solo per le parti in causa ma per l'intera comunità.
Dai primi anni del XIII secolo in poi si assiste invece al definitivo sviluppo del diritto statutario come fonte principale dello ius proprium, ossia un vero e proprio diritto civile da affiancarsi ed integrarsi con lo ius commune, ovvero l'elaborazione della disciplina giuridica derivata dal diritto romano giustinianeo e quella che si rifaceva al diritto canonico.
Gli statuti nascono per soddisfare la necessità di mettere ordine al progressivo accumularsi, spesso caotico, di vecchie consuetudini e norme di convivenza delle comunità, diventando un punto di riferimento obbligato ed inevitabile nell'applicazione del diritto, con lo scopo ultimo di evitare abusi ed interpretazioni arbitrarie della legge, sia da parte dei giudici che dei podestà.

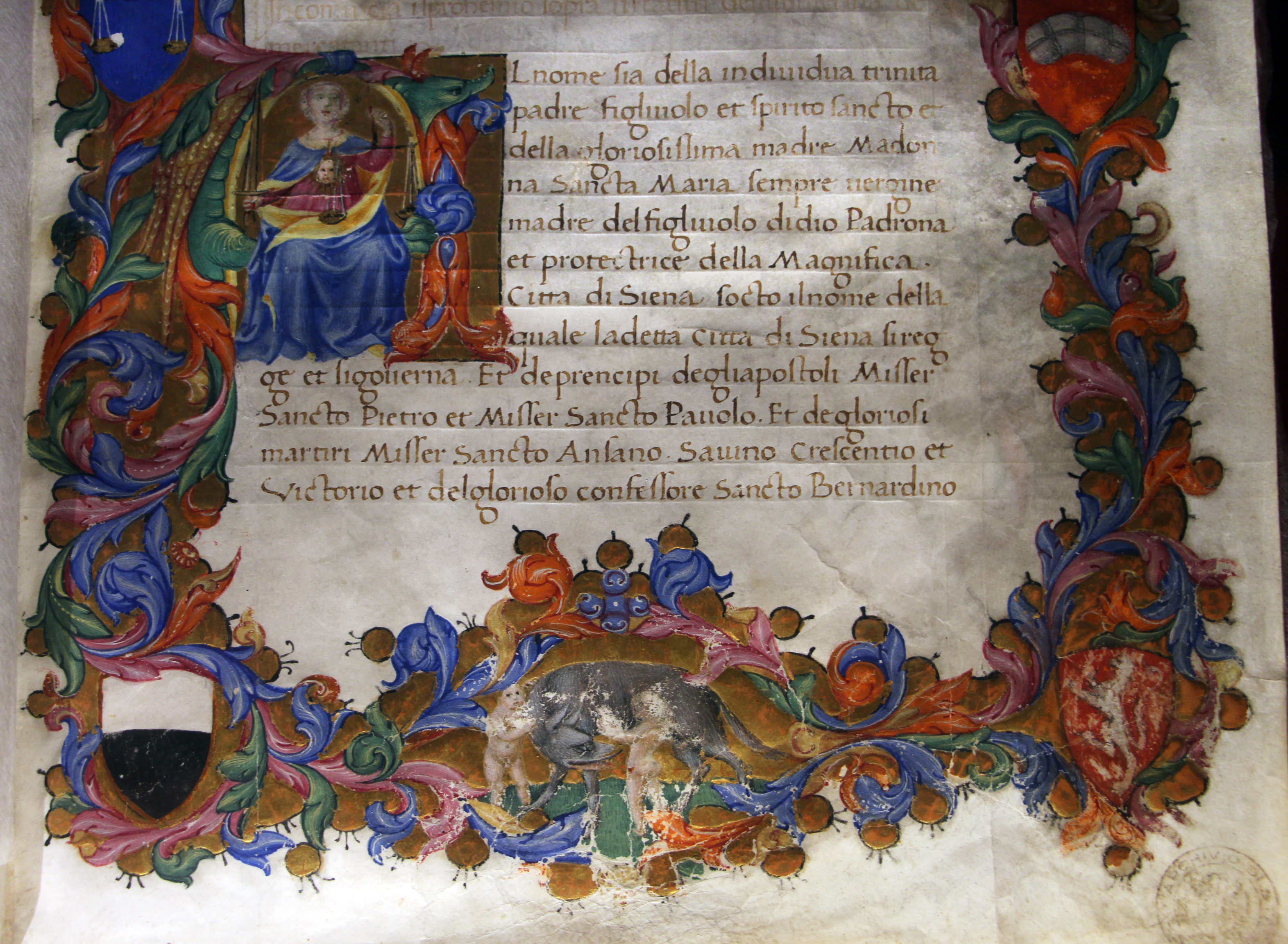
Statuto della mercanzia di Siena, con il tribunale della mercanzia di Sano di Pietro, 1472-73 (Archivio di Stato di Siena)

Lo statuto non esaurisce tutta la materia giuridica: gruppi, commissioni, magistrature e balìe cittadine continuano ad avere loro raccolte di norme che si integrano con quelle dello statuto stesso. Ne sono alcuni esempi lo Statuto dei Viari, lo statuto della Gabella o altre raccolte simili, che convivono, tra due e trecento con quanto regolamentato negli statuti del Comune di Siena negli stessi settori. Per tutto ciò che non è previsto dagli statuti cittadini, si fa invece riferimento allo ius commune.

## Storia del diritto proprio del Comune di Siena

### DaiconsuetudineseususalConstitutodel 1262
Le prime informazioni riguardanti l'esistenza di consuetudines e usus del Comune di Siena risalgono agli anni immediatamente successivi al 1180 ed, in base ad i frammenti rinvenuti, alcuni studiosi teorizzano che questi primi strumenti convivessero con un primo costituto di cui però nessun frammento è giunto ai giorni nostri.
Le prime notizie certe di normazione parziale comunale sono del 1203, anno in cui, su iniziativa del podestà Bartolomeo Rinaldini dei Maconi, si procede alla redazione del primo nucleo delle raccolte degli atti di interesse pubblico che diventeranno caleffi. Negli anni successivi si aggiungono anche le istruzioni al podestà sulla raccolta fondi da destinare alle spese militari del 1208 ed altri frammenti di vario tipo tra cui il Breviarium Officialium del 1250, per il regolare l'attività degli ufficiali del Comune.
In questo contesto di progressivo sviluppo di cultura istituzionale, nasce quindi la necessità di creare uno strumento normativo più completo, rispetto alle raccolte normative delle singole magistrature cittadine. Per rispondere a questi bisogni, il Comune procede alla redazione del primo statuto cittadino: il Constituto del 1262.
Il Constituto del 1262 è un codice di più di un centinaio di pagine suddiviso in cinque sezioni tematiche, creando una struttura simile a quella tipica del diritto romano: prima gli articoli che riguardano la fede cristiana e la protezione da accordare alle chiese ed enti religiosi, e poi prosegue regolando l'esercizio del potere e l'accesso alle cariche pubbliche. Successivamente seguono le norme relative all'amministrazione della giustizia ed al diritto di famiglia e si regolano una serie di aspetti quotidiani della vita pubblica del territorio (conservazione delle strade, norme urbanistiche, riscossione di dazi e pedaggi, manutenzione delle mura cittadine, eccetera).

### Il Costituto volgarizzato del 1310
Lo statuto senese del 1262 rimane grosso modo inalterato nella sua struttura per una decina di anni, prima che si renda necessaria la riscrittura integrale del testo, a causa delle troppe revisioni apportate e dal cambiamento politico del governo della città, da ghibellino a guelfo.
Per rispondere a più complesse esigenze sociali, dal 1280 vengono emanate una serie di normative parziali per tutta una serie di uffici, creando una confusa convivenza con tutta una serie di capitoli dello statuto cittadino, aggravata dalla fine dell'obbligatorietà della revisione annuale dello statuto stesso, a partire dal 1299. Questa situazione di caotico disordine normativo arriva in questi anni a rendere farraginosi alcuni procedimenti pubblici, in particolare quello giudiziario.
Nell'aprile del 1309 viene quindi nominata una commissione di tredici membri per redigere un nuovo statuto cittadino. Per volontà del Governo dei Nove, nessun membro della commissione viene scelto tra i giuristi ed i notai cittadini, questo per ridimensionare e ridurre il loro potere sulla vita pubblica.                                                                                                                                                                                    

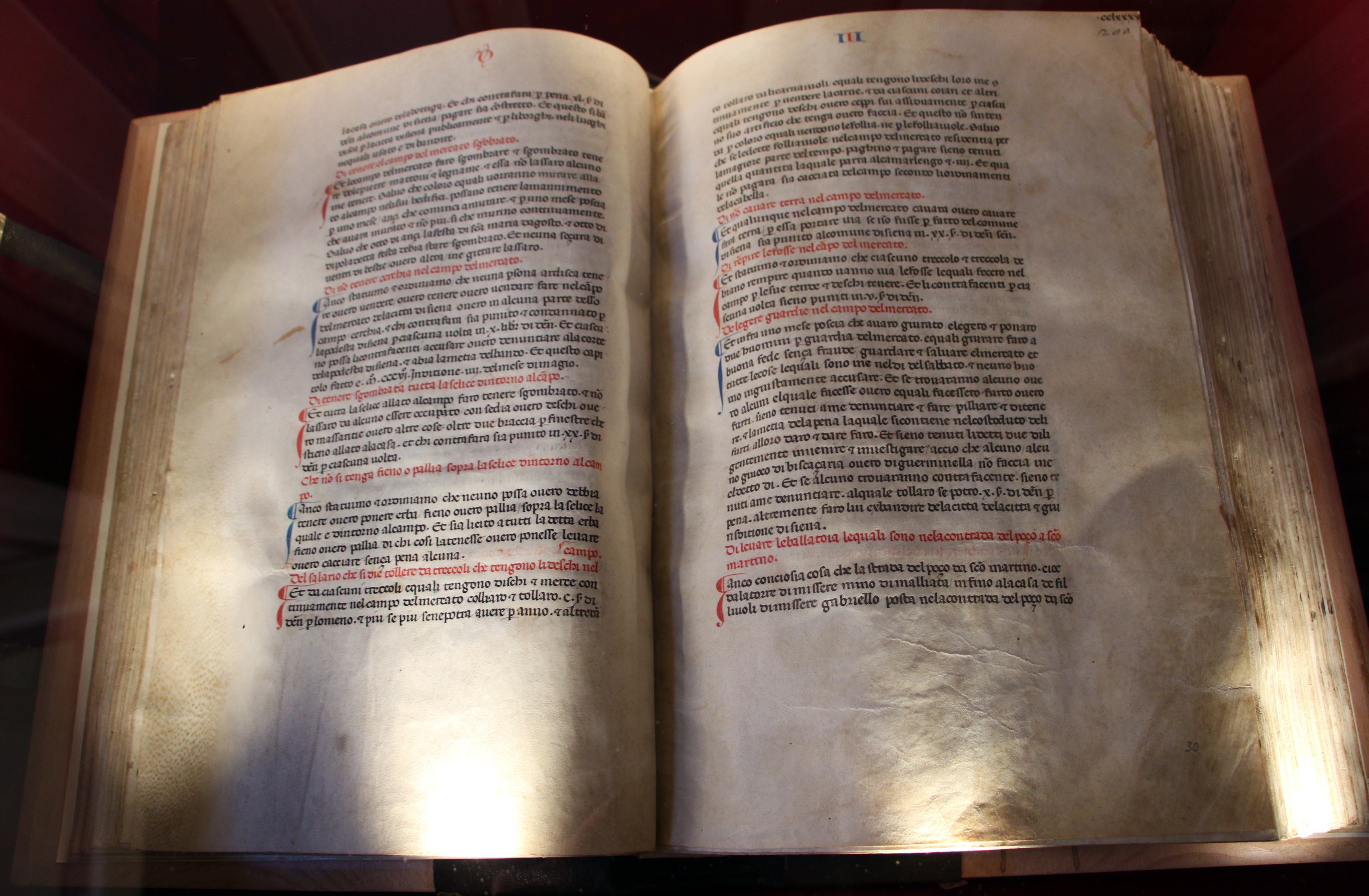
Esemplare del Costituto del Comune di Siena del 1310, primo statuto cittadino in lingua volgare italiana della storia. Conservato presso l'Archivio di Stato di Siena.

La decisione di utilizzare, per la prima volta in Italia, la lingua volgare italiana per la redazione del nuovo costituto cittadino rappresenta una scelta rivoluzionaria perché mai, prima di allora, un documento pubblico rilevante come uno statuto cittadino era stato scritto in una lingua diversa dal latino. Con questa scelta linguistica, si afferma quindi il principio dell'immediata comprensibilità di ogni atto giuridico a chiunque sia in grado di leggere. Per garantirne poi la libera consultazione pubblica, viene deciso di esporre il Costituto al pubblico negli uffici della Biccherna, legato con una catena e protetto a vista.
Per la redazione scritta dello statuto viene dato l'incarico a Ranieri di Ghezzo Gangalandi, appartenente ad una famiglia magnatizia fiorentina di parte ghibellina, che ne svolge la stesura su pergamena durata un anno intero: da luglio 1309 a luglio 1310.
Il Costituto del 1309-1310 risulta essere una riscrittura di quasi 600 pagine del precedente statuto cittadino del 1262, che ne costituisce la ossatura strutturale di base, comprensivo delle numerose variazioni accumulate con il passare degli anni e figlie anche dei cambiamenti politici figli dell'avvento al potere del Governo dei Nove.
Dopo aver dedicato le prime pagine alla completa esposizione delle costituzioni papali del 1265 e delle disposizioni imperiali contro gli eretici, la materia dello statuto si divide, secondo un criterio vagamente tematico, in sei "distinzioni" riassumibili come di seguito:
1. Prima distinzione: 
  - si apre con le rubriche che prevedono la protezione da parte del Comune della cattedrale, degli ospedali cittadini (tra cui il Santa Maria della Scala) e di una serie di enti religiosi ed assistenziali per i quali si stabiliscono i contributi pubblici che gli spettano di diritto, chiamate elemosine.
  - Regolamentazione delle principali magistrature cittadine, come la Gabella, a cui è affidata la riscossione dei dazi sulle merci in entrata ed uscita dalla città, e la Biccherna, i cui funzionari si occupano della gestione delle finanze pubbliche.
  - Si stabiliscono i criteri di scelta ed eleggibilità, compiti e poteri dei rappresentanti ufficiali della città di Siena presso le comunità del contado.
  - Vengono enunciate le modalità con cui il Comune garantisce il commercio, attraverso il controllo ed il mantenimento di una viabilità sicura, tutelando gli scambi attraverso controlli di polizia sulla monetazione e sulle unità di misura.
  - Sono raccolte le norme in tema di inurbamento, per la modalità di acquisizione della cittadinanza senese da parte degli abitanti del contado.
  - Vengono specificate le norme che garantiscono la conservazione delle redazioni statutarie precedenti e le modalità con cui si apportano emendamenti allo statuto.
  - Istituzione di due palii da correre con cavalli in onore del Beato Ambrogio Sansedoni e della Assunzione di Maria.
2. Seconda distinzione: si tratta di una sezione interamente dedicata a diritto civile, diritto penale, procedure giudiziarie e magistrature connesse. Nello specifico, sono stabilite le seguenti norme:
  - modalità di accesso ai vari gradi di giudizio dei tribunali,
  - norme per rendere giustizia ai forestieri,
  - normazione della professione notarile,
  - compiti dei Consoli del Placito, la magistratura responsabile della protezione dei pupilli, cioè minori orfani affidati ad un tutore,
  - norme di tutela delle donne e delle loro doti,
  - regole e garanzie per l'eredità,
  - diritti e doveri di creditori e debitori,
  - procedure da seguire per chi viene bandito dalla città di Siena per debiti non onorati o per reati di altro tipo,
  - si specificano le competenze dell'Arte della Mercanzia, una sovra-corporazione cittadina dotata di un proprio statuto, un proprio tribunale, una propria polizia e carceri proprie, per svolgere attività di controllo su la quasi totalità delle attività produttive.
3. Terza distinzione: si tratta di una sezione dedicata alla raccolta delle leggi sulla urbanistica e l'edilizia, grazie anche al confluire di numerose disposizioni precedentemente raccolti nello Statuto dei Viari del 1290. Nello specifico si stabiliscono le seguenti norme:
  - protezione e mantenimento del decoro urbano cittadino, con particolare attenzione a Piazza del Campo,
  - norme igieniche che vietano il getto delle feci nelle vie principali della città,
  - norme a tutela della sicurezza urbana,
  - norme sull'approvvigionamento idrico cittadino, sviluppo e manutenzione del sistema di acquedotti sotterranei dei Bottini,
  - disposizioni sulla percorribilità ed il mantenimento della Via Francigena e le altre strade del contado,
  - disposizioni in favore di nuove costruzioni di mulini ed altre strutture produttive per l'approvvigionamento di grano,
  - norme a tutela e sviluppo dei bagni pubblici termali di Macereto e Petriolo,
  - regolamentazione a tutela delle risorse lacustri, palustri e boschive, tra cui le padule di Orgia e la Selva del Lago.
4. Quarta e Quinta distinzione: si tratta di sezioni che raccolgono disposizioni di diritto civile e penale oltre che trattare procedure, divieti, multe, esenzioni e privilegi, disposizioni sull'applicazione del diritto di rappresaglia e la memoria di accordi tra Siena ed alcune comunità del contado od importanti signorie locali come gli Aldobrandeschi. Nello specifico si stabiliscono le seguenti norme:
  - si stabiliscono incentivi e privilegi a sostegno dell'istruzione pubblica: si fissano i salari degli insegnanti, facilitazioni per gli studenti e si esenta dal servizio militare in caso di guerra chi insegna latino, matematica, geometria o si occupa di istruzione elementare,
  - norme sull'igiene pubblica con la regolamentazione delle attività inquinanti e maleodoranti,
  - regolamentazione della caccia, le modalità di cattura e gli animali protetti,
  - leggi suntuarie per limitare eccessive esibizioni di ricchezza da parte di privati,
  - leggi per la limitazione del gioco d'azzardo e sul divieto di svolgere attività ludiche violente e pericolose come il gioco delle pugna,
  - regolamentazione dei delitti e delle pene corrispondenti, dettando anche gli aspetti procedurali delle azioni legali e dei processi, enunciando poi i doveri professionali di avvocati, notai e giudici.
5. Sesta distinzione: si definiscono la struttura del potere politico cittadino, nelle sue forme di amministrazione, limiti, prerogative e legittimazioni. Nello specifico sono stabilite le seguenti norme:
  - esclusione delle famiglie aristocratiche, cavalieri, giudici, notai e medici, o chiunque sia ghibellino dalle cariche pubbliche cittadine,
  - elezione ogni due mesi di un nuovo esecutivo di nove membri da parte dell'esecutivo uscente, del capitano del popolo ed almeno tre Consoli dei Mercanti,
  - l'esecutivo si occupa di garantire la pace e la buona gestione delle entrate ed uscite statali. L'esecutivo risponde dell'elezione degli ufficiali amministratori al governo delle varie istituzioni pubbliche,
  - norme sulla revisione dell'operato del Podestà e del Maggior Sindaco. Quest'ultimo incarico viene riservato ad un forestiero e si occupa in particolare di assicurare che non siano stati alienati i beni pubblici da parte del podestà e che gli atti notarili che riguardano il Comune siano legittimi,
  - viene prevista la presenza di un collegio di revisori che si accerti periodicamente della corretta applicazione dei vari statuti delle comunità delle Repubblica di Siena,
  - previsione di una commissione dedicata alla verifica degli atti delle varie associazioni di mestiere cittadine.

### I lunghi lavori per la redazione dello "Statuto del Buongoverno" (1324-1344)
Meno di due decenni dopo l'entrata in vigore del Costituto volgarizzato di inizio XIV secolo, viene deciso nuovamente di riorganizzare l'intero complesso normativo cittadino per ridare centralità al codice statutario cittadino.
Nel maggio 1324, in uno dei nuovi capitoli di revisione periodica elaborati, gli emendatori del Costituto evidenziano infatti ufficialmente che le modifiche apportate negli anni avevano nuovamente reso lo statuto cittadino eccessivamente intricato e contraddittorio da risultare pressoché inutilizzabile da parte degli ufficiali pubblici forestieri.
L'incarico di eliminare le contraddizioni dello statuto e semplificarlo viene dato al giudice Ubaldo di ser Ghino dei Pipini da Prato, supportato dal notaio Ciato di Fazino da Prato, i quali completano la loro opera di stesura nella primavera del 1328. Il lavoro di revisione del giurista pratese, tuttavia, non incontra però il favore dei committenti.
Nel maggio 1334 viene deliberato un nuovo intervento volto a riesaminare e completare l'opera precedente rimasta non approvata, affidandone il compito al giurista Nicola di Angelo di Alessandro della Sala da Orvieto, il quale sarà impegnato nella risistemazione del costituto senese fino all'estate del 1337.
Dopo un secondo momento di revisione, spetta al giudice Benamato di Michele da Prato completarne la stesura, conclusa il 25 aprile 1339.
Dopo una quasi ventennale opera rielaborazione e riordinamento della normativa statutaria senese, il nuovo Costituto cittadino entra ufficialmente in vigore nel 1344, con apposita delibera del Consiglio Generale di fine 1343. Nonostante l'entrata in vigore della nuova compilazione normativa, non sarebbe comunque venuto meno almeno per tutto il periodo novesco il tradizionale sistema di periodica revisione degli statuti cittadini da parte degli emendatori, in presenza del voto favorevole di un Consiglio generale riunito nell’aprile di ogni anno, ultimo dei quali nel 1351.
A differenza dello stato precedente del 1310, la nuova versione statutaria cittadina viene redatta originariamente in latino e successivamente, tradotta in italiano volgare. Il linguaggio utilizzato nella traduzione risulta essere ulteriormente depurato e semplificato così da garantirne la massima accessibilità e comprensibilità.

### L'ultimo statuto del Comune di Siena (1545)
Al netto di modifiche e cambiamenti politico istituzionali avvenuti a Siena nel corso degli anni, l'affresco normativo lasciato dal Governo dei Nove, con il Costituto del 1344, è però destinato a rimanere senza essere completamente rimpiazzato fino alla fine della prima metà del Cinquecento. Per quasi due secoli infatti, non si sente un reale urgente bisogno della redazione di un nuovo statuto.
La prima proposta del nuovo statuto cittadino viene presentata il 29 dicembre 1541 : su proposta di Orlando Mariscotti, vengono nominati quattro dottori e due procuratori del Concistoro ad occuparsi della stesura. I lavori dimostrano fin da subito la complessità del compito ma, dopo una serie proroghe, si arriva ad una prima compilazione scritta il 25 febbraio 1543 ed ad una versione completa alla fine dell'anno successivo.
Nonostante venga segnalata varie volte la presenza di limiti e difetti nel testo appena redatto, e la mancata volgarizzazione di due distinzioni dello statuto (la prima e la quarta, rispettivamente relative agli uffici cittadini e sull'ornato della città) considerate di interesse collettivo, il Concistoro cittadino decide comunque di far entrare in vigore il nuovo statuto cittadino dal primo gennaio 1545.
La decisione di adottare frettolosamente una nuova redazione statutaria ancora bisognosa di correzioni, è dovuta all'urgente necessità della Repubblica di Siena di affermare la sua identità ed autonomia, condensando in un testo le proprie tradizioni giuridiche ed il proprio progetto politico. La situazione in cui si trova lo stato cittadino in quegli anni è infatti estremamente critica: da un lato la presenza dei rappresentanti imperiali di Carlo V viene percepita come ormai soffocante, e dall'altro lato Siena subisce vari tentativi di sottomissione da parte di Cosimo de' Medici e del Papato.
A livello istituzionale, il nuovo statuto mette fine al tradizionale dualismo tra Consiglio Generale (organo del Comune) e Consiglio del Popolo (cioè organo del "popolo" in senso medievale, ossia di fazione organizzata contro la nobiltà), sostituendoli con un unico organo assembleare a vita, chiamato Senato, che raccoglie i risieduti cioè tutti coloro che avevano superato in passato la selezione per l'organo di governo formale bimestrale cittadino, chiamato invece Concistoro della Repubblica.
Lo statuto del 1545 subisce una serie di revisioni tra il medesimo anno di entrata in vigore ed il 1551, tra cui un importante intervento normalizzatore in chiave autoritaria nel 1548 su pressione di Don Diego Hurtado de Mendoza, ambasciatore del Regno di Spagna presso la Repubblica di Siena.
Al momento della resa di Siena alle truppe ispano-fiorentine, il 17 aprile 1555, la città patteggia la fine delle ostilità ed accetta il nuovo status politico purché siano mantenute inalterate le magistrature cittadine e resti in vigore lo statuto. Il 3 luglio 1557, con la concessione dei diritti sullo stato di Siena da parte di Filippo II di Spagna a Cosimo de Medici, in qualità di vicario imperiale ed a titolo di investitura feudale, il territorio senese passa sotto controllo fiorentino.
Nonostante le Riforme Leopoldine del 1766 sanciscano la divisione dello Stato di Siena nelle province senese superiore e senese inferiore e l'abrogazione delle magistrature cittadine senesi provenienti dal periodo repubblicano, il residuo diritto statutario senese rimase in vigore come fonte sussidiaria fino alla definitiva abrogazione napoleonica di inizio Ottocento.

## Relazioni di subordinazione ed ampiezza diiurisdictiodei Comuni della Repubblica di Siena
L’ampliarsi della sovranità senese non seguì logiche precise ed uniformi: a volte si presentò come recupero di poteri pubblici in capo alla città, altre come nuove conquiste o acquisizioni patrimoniali e giurisdizionali oppure ancora come acquisto di fedeltà di tipo quasi feudale o instaurazione di alleanze; situazioni peraltro assai mutevoli nel tempo.
Non si trattò mai quindi di una espansione omogenea, ma di zone discontinue di dominio, ciascuna con una sua qualità ed intensità differente, dovute principalmente alla distanza dalla città di Siena, ma anche all’interferenza sulle comunità locali di altri poteri (cittadini o feudali, laici o ecclesiastici).

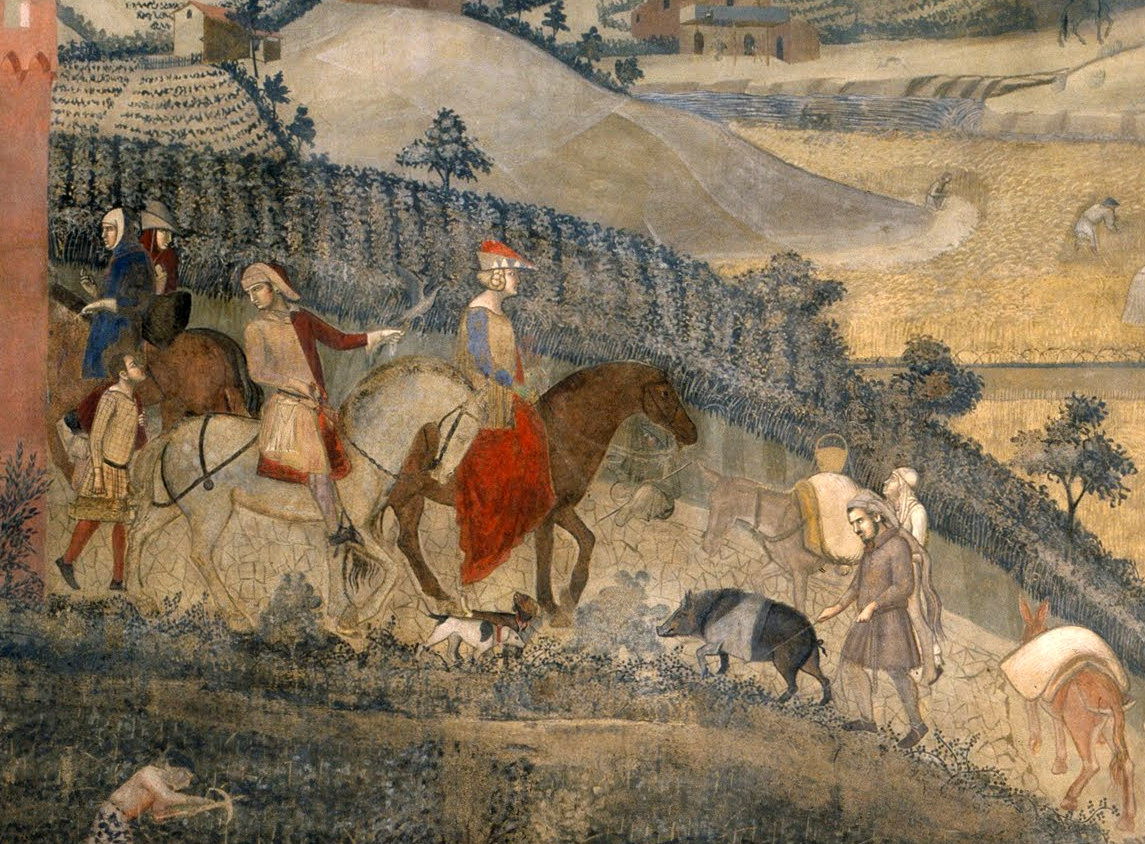
Effetti del Buon Governo in campagna, 1338-1339, Sala della Pace, Palazzo Pubblico, Siena

Partendo dalla città, incontriamo dunque situazioni di diversa subordinazione, di diverso legame giuridico con il Comune senese, con diversa ampiezza di iurisdictio: i Comuni sono, per così dire, originari, preesistono di regola all’assoggettamento alla dominante e questa costruisce il proprio territorio fedele rispettandone l’identità istituzionale, offrendo e più spesso imponendo la propria protezione, esigendo lealtà, tributi e risorse, ma continuando a considerare le comunità soggette come il nucleo basilare, insopprimibile, dell’organizzazione civile.
Con una certa approssimazione presente nelle fonti stesse, il territorio della Repubblica di Siena può essere suddiviso in tre zone con distinte peculiarità giuridiche:
1. le Masse (note anche come la Massa o Cortine): le immediate adiacenze urbane di diretta giurisdizione cittadina senese, caratterizzate da assenza di veri Comuni e dunque da una situazione di vuoto statutario;
2. il Contado (o Comitatus): costituito dai Comuni soggetti ad un definito sistema fiscale (tassa del contado, gabelle) e con una iurisdictio limitata, che di regola escludeva ad esempio i reati più gravi, l’appello, il sindacato del giusdicente;
3. il Distretto (o Districtus): un’area ulteriore formata da Comuni legati a Siena da accordi particolari, detti capitoli, con una iurisdictio più ampia e più consistenti prerogative esercitate in loco.

Si tratta peraltro di aree non esattamente definite e distinte, non necessariamente concentriche e contigue, perché costituite, in realtà, da una rete di singoli rapporti bilaterali, differenti e mutevoli nel tempo, tra Comune di Siena e Comuni soggetti.
Come accadeva in molte altre città italiane, la ripartizione del territorio assoggettato avveniva sulla base della suddivisione interna urbana di Siena: i terzi di Città, San Martino e Camollia venivano proiettate all'esterno della città, sulle Masse e sul contado, fino a suddividere idealmente il territorio con i prolungamenti dei loro settori. I terzi erano importanti ai fini del tessuto sociale e dell’organizzazione istituzionale interna, tanto che il Comune preferiva sempre organi e collegi di un numero di membri multiplo di tre, per consentire una rappresentanza paritaria dei terzi, così come in tre lotti venivano suddivisi gli uffici del contado, per ricondurre anch’essi ad una partizione simile. Tali suddivisioni erano rilevamenti soprattutto per la riscossione delle tasse e per l’arruolamento militare.
A partire dalla metà del XIV secolo, l’assetto alla base della ripartizione del territorio si sviluppò invece su un sistema di suddivisioni multiple rappresentato oltre che dai terzi (per il rilievo fiscale), anche da distretti (per la giustizia civile) e vicariati, la cui unità di base rimase sempre la comunità locale.
Inizialmente la città si avvalse anche delle preesistenti circoscrizioni ecclesiastiche delle Pievi (Pivieri) e, nella prima metà del XIII secolo, si pensò anche ad una complessiva organizzazione territoriale basata su di esse. Tuttavia Siena finì per decidere di non incardinare una rete organizzativa funzionale e omogenea su quella dei pivieri e vennero preferite altre soluzioni.
Il sistema di soggezioni e fedeltà diverse di comunità trovava un momento solenne di incontro nella festa dell'Assunta, con l'offerta rituale dei ceri, in un momento indispensabile per cementare l'alleanza con Siena.

### LeMasse
La zona della Massa o delle Masse, successivamente conosciuta anche come Cortine (simile ad altre città toscane), situata tra la città e il contado, aveva inizialmente un significato ecclesiastico, riferendosi ai battesimi nel battistero della cattedrale cittadina. Col tempo, acquisì anche un significato amministrativo, distinguendosi dal contado per questioni fiscali e per l’esercizio dei pubblici poteri.
Le piccole comunità delle Masse non avevano un Rettore, ma erano sotto la giurisdizione diretta delle magistrature cittadine e i loro abitanti erano inclusi nei ruoli fiscali cittadini. Le Masse erano caratterizzate da un completo vuoto statutario, una situazione simile a quella di molte altre realtà urbane medievali nei dintorni della città, come quelle delle città lombarde, Bologna, Genova o Venezia.
Oltre le Masse si estendeva il Contado vero e proprio.

### IlContado
I Comuni del contado rappresentavano un necessario interlocutore istituzionale del Comune dominante: per questa ragione Siena ne favorì la creazione, almeno inizialmente, arrivando ad imporre nel 1283 alle comunità del contado che ancora non lo avessero fatto di formalizzarsi in Comune.
Il rapporto tra Siena e le comunità del contado si basava sui seguenti aspetti, strettamente legati tra loro:
- controllo politico-istituzionale: attraverso modalità simili ad i tradizionali rapporti tra comunità e signori territoriali;
- assoggettamento fiscale ed ingerenza nella fruizione delle risorse naturali del territorio;
- instaurazione di nuovi assetti agrari produttivi: attraverso l'acquisizione di possedimenti locali da parte di cittadini senesi, poi interessati da modalità di conduzione lucrative.

La prima imposizione di una fedeltà giurata generalizzata, anche e soprattutto militare, alla base della nascita del contado senese, risale al 1217. Già intorno alla metà del XIII secolo Siena aveva sottomesso le casate nobiliari dell’area più prossima alla città: gli Scialenghi, i Berardenghi, gli Ardengheschi, iniziando la penetrazione nei territori dei Pannocchieschi e degli Aldobrandeschi, che proseguì nel periodo successivo.
Con la morte di Federico II nel 1250 ed il conseguente abbandono dell'idea di restaurare il potere imperiale nei territori italiani, Siena intraprese un consapevole progetto politico volto ad affermare la propria egemonia sul contado, ritenuto essenziale per garantire alla città un adeguato approvvigionamento di prodotti agricoli alimentari. In altre parole, una città in continua espansione necessitava di una vasta area rurale circostante per nutrirsi. Inoltre, questa zona rappresentava una indispensabile area di sicurezza, strettamente controllata, attorno alla città e una fonte di uomini per le attività militari. In questo contesto si comprende l'impegno del Comune di Siena nel migliorare il sistema viario del suo territorio. Inizialmente occasionali, questi interventi divennero sistematici e organizzati a partire dagli anni Settanta del Duecento, con l'istituzione della magistratura dei sei Domini Viarum, sostituita nel 1291 da uno Iudex Viarum. Tra il 1290 e il 1299 venne redatto anche uno Statutum Viarium, una sorta di testo unico delle disposizioni in materia emanate nella seconda metà del Duecento.
Dagli anni Sessanta del XIII secolo, si affermò la regola che ogni comunità soggetta dovesse essere governata da un Rettore senese, spesso al posto di Consoli o altre figure preesistenti di estrazione locale. Il Rettore, designato da Siena o dalla comunità stessa (quando non era investito della carica il signore locale) rimaneva in carica per un anno ed era tenuto a risiedere pochi giorni al mese in loco, per l’amministrazione della giustizia nel rispetto dello statuto locale, mentre l’ordinaria amministrazione continuava a spettare ad ufficiali, come il Camerlengo, ed assemblee espressione della comunità.
Rimaneva comunque possibile la persistenza di signorie locali, i cui titolari avevano giurato fedeltà a Siena ed acquisito la cittadinanza, ma mantenevano prerogative pubbliche (comando e giustizia), esercitate direttamente o, soprattutto, tramite un proprio Rettore. Questa tradizionale forma feudale, fa sì che si possa parlare di un "feudalesimo comunale" come una fusione tra i modelli politici romano-repubblicano e feudale.
I Rettorati erano, ai fini dell’attribuzione della titolarità, collegati ai terzi urbani a rotazione annuale, come avveniva per le cariche di governo della città. La recezione del giusdicente senese non implicava comunque necessariamente l’inclusione nel contado, poiché essa poteva essere contemplata in capitolazioni, accanto ad altre clausole.
Nel Trecento, la figura del Rettore venne sostituita da quella del Vicario, un notaio senese con incarico semestrale deputato all'amministrazione della giustizia attraverso l'applicazione dello statuto locale. Il Vicario-notaio univa le funzioni del notariato e del Rettore, con una preparazione giuridica che quest'ultimo non possedeva. I suoi compiti includevano la convocazione e direzione del Consiglio comunale locale, l'amministrazione della giustizia locale, la redazione di verbali e atti pubblici.
Il corpo dei notai senesi influenzò significativamente il diritto statutario dei Comuni del territorio senese, proponendo modelli e soluzioni e mettendo le loro conoscenze tecniche al servizio degli organi deliberanti locali.
Nel 1310, il territorio fu suddiviso in nove Vicariati con a capo Capitani, con funzioni militari e giudiziarie penali, aumentando a dodici nel 1332.

### IlDistretto
Nel territorio senese la distinzione tra il Distretto ed il Contado rimane incerta almeno fino alla prima metà del XIV secolo, quando il districtus assunse il significato di un territorio fedele, al di fuori del contado storico, basato sulla libera volontà del Comune minore di divenire fedele e soggetto in parte alla iurisdictio del Comune di Siena, mediante un accordo bilaterale chiamato fouedus, in cui si stabilivano le condizioni di alleanza (tributi, aiuto militare, ripartizione delle competenze giudiziarie e altro).
Gli statuti e l'articolazione dei Comuni federati del Distretto sono quindi più simili a quelli dei grandi comuni cittadini, privi però di un territorio a loro soggetto e di indipendenza politico-diplomatica e militare. Si tratta quindi di Comuni consistenti, con robuste normative e prerogative, come quelli di Massa Marittima, Chianciano, Sarteano, Abbadia San Salvatore, Piancastagnaio, Grosseto e altri dell’area maremmana, Lucignano in Val di Chiana e Montepulciano (quest’ultimo poi passato dalla parte fiorentina).

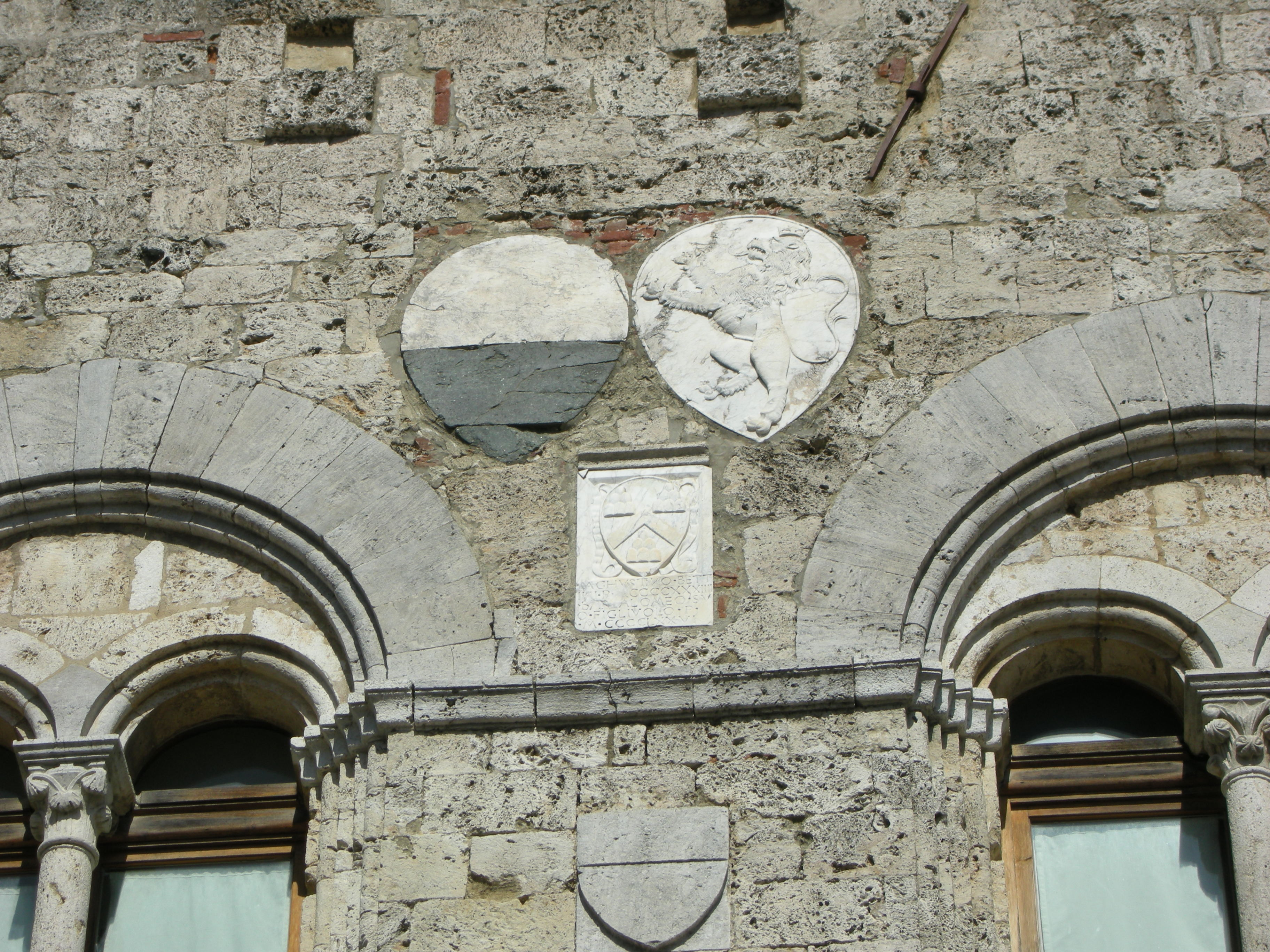
Il leone rampante di Massa Marittima (a destra) e la balzana del comune di Siena (a sinistra) sul Palazzo del Podestà, a simboleggiare la lega tra i due Comuni

Alcuni Comuni avevano capitolazioni meno favorevoli e venivano comunque inclusi nella tassazione del contado. Nella zona a ovest di Siena (Belforte, Radicondoli, Monteguidi e Casole) e in Maremma (Montorsaio, Montepescali e Montemerano), alcuni Comuni si trovavano in situazioni in cui la presenza o assenza di capitoli non determinava chiaramente l'esclusione dal contado o il riconoscimento di prerogative giurisdizionali. C'era una zona fluida, incerta ed instabile, tra contado e distretto, con gradi di iurisditio variabili: alcuni Comuni erano quasi autonomi con ampie prerogative, mentre altri erano quasi completamente controllati da Siena, in cui si ricorreva molto al diritto senese in virtù della cittadinanza dei proprietari di terre in loco.
Si trattava dunque di situazioni variabili da caso a caso, passibili di rinegoziazione, ma spesso anche assai durature e, di regola, rispettate. In molti casi i capitoli di soggezione vennero confermati nel periodo mediceo e rimasero validi per tutta l'età moderna fino alle riforme napoleoniche di inizio Ottocento.
I cittadini di Siena e gli assimilati (come gli abitanti delle Masse e dalla seconda metà del XIV anche Montalcino, Asciano, San Quirico d’Orcia, Mensano, Monteriggioni, Gerfalco, Travale, Castel della Selva, Chiusdino, e successivamente Buonconvento dal 1481) venivano tassati mediante l’inserimento nei ruoli contributivi della Lira di Siena, mentre nel territorio al di fuori del contado erano le comunità capitolate che assumevano l’obbligo verso Siena di corrispondere le tasse, provvedendo da sé alla ripartizione del carico tra i propri membri.